# Вася Банкова
Вася Стефанова Банкова е българска химичка.

## Биография
Банкова е родена в 1954 г. в София.
През 1977 г. завършва ХТМУ като инженер-химик по специалността „органичен синтез“.
Работи в Института по органична химия с Център по фитохимия (ИОХЦФ) при БАН – в периода 1977 – 1984 г. е специалист-химик, а в периода 1984 – 1995 г. е научен сътрудник, от 1995 г. е старши н.с. ІІ ст., а от 2004 г. е старши н.с. І ст. Ръководител е на лаборатория „Химия на природните вещества“ в ИОХЦФ-БАН.
През 2014 година става член-кореспондент, а през 2024 година – академик на Българската академия на науките.